# First Squeeze!
《First Squeeze!》是日本的女子偶像組合Juice=Juice的第1枚原創專輯，於2015年7月15日發行。唱片公司為hachama。

## 概要
- 收錄第1張單曲《浪漫的中途 / 在我說之前 請抱緊我 (MEMORIAL EDIT) / 令女孩瘋狂的五月雨 (MEMORIAL EDIT)》至第6張單曲「精彩世界 / 沒關係? 沒關係?」13首A面曲、獨立製作單曲《攀登到天空去!》和新曲等，共21首曲目，並以雙CD發行。
- 本作分為「初回限定盤A（2CDs+BD）」、「初回限定盤B（2CDs+DVD）」和「CD盤（3CDs）」3種版本
- 「CD盤（3CDs）」以三CD發行，Disc 3為《The Cover Juice》，追加收錄多首翻唱作品，包括於巡演中演唱的《Magic of Love》、《香水》等。
- 「初回限定盤A」收錄了全13首A面曲的Music Video；「初回限定盤B」收錄了收錄Juice=Juice單獨演唱會「Juice=Juice First Live Tour 2014-2015 News=News ～我們將展示給全國各地！～」全曲影像。
- 在7月27日於Oricon公信榜專輯每週排行榜取得第5位。

## 收錄內容

### CD（Disc 1 -The Best Juice-）
1. 攀登到天空去!（天まで登れ！）
（作詞、作曲：淳君 編曲：平田祥一郎、鈴木俊介）
3rd獨立製作單曲
2. 浪漫的中途（ロマンスの途中）
（作詞、作曲：淳君 編曲：鈴木俊介）
1st單曲
3. 在我說之前 請抱緊我 (MEMORIAL EDIT)
（作詞、作曲：淳君 編曲：平田祥一郎）
1st單曲
4. 令女孩瘋狂的五月雨 (MEMORIAL EDIT)
（作詞、作曲：淳君 編曲：板垣祐介、鈴木俊介）
1st單曲
5. 不要這麼刻薄 請抱緊我（イジワルしないで 抱きしめてよ）
（作詞、作曲：淳君 編曲：大久保薫）
2nd單曲
6. 初體驗中（初めてを経験中）
（作詞、作曲：淳君 編曲：AKIRA、鈴木俊介）
2nd單曲
7. 赤裸的 赤裸的 赤裸的吻（裸の裸の裸のKISS）
（作詞、作曲：淳君 編曲：平田祥一郎）
3rd單曲
8. 想要做這做那!（アレコレしたい!）
（作詞、作曲：淳君 編曲：近藤圭一）
3rd單曲
9. 黑蝴蝶（ブラックバタフライ）
（作詞、作曲：淳君 編曲：平田祥一郎）
4th單曲
10. 被微風吹着（風に吹かれて）
（作詞、作曲：淳君 編曲：平田祥一郎）
4th單曲
11. 逞強
（作詞、作曲：淳君 編曲：平田祥一郎）
5th單曲
12. 我的人生可沒有在裝模作樣（伊達じゃないよ うちの人生は）
（作詞、作曲：淳君 編曲：平田祥一郎）
5th單曲

### CD（Disc 2 -The Brand-New Juice-）
1. 精彩世界（Wonderful World）
（作詞・作曲：イイジマケン）
6th單曲
2. CHOICE & CHANCE
（作詞・作曲：星部ショウ 編曲：平田祥一郎）
3. 愛・愛・傘
（作詞・作曲：中島卓偉 編曲：大久保薫）
4. 新生的Baby Love（生まれたてのBaby Love）
（作詞：星部ショウ 作曲：masaaki asada 編曲：松井寛）
5. 被選中的我們（選ばれし私達）
（作詞、作曲：淳君 編曲：山崎淳）
6. 沒關係? 沒關係?（Ça va? Ça va?）
（作詞：三浦徳子、作曲：川辺ヒロシ、上田禎）
6th單曲
7. GIRLS BE AMBITIOUS
（作詞・作曲：中島卓偉 編曲：中島卓偉、宮永治郎）
8. 愛的潛水（愛のダイビング）
（作詞・作曲：星部ショウ 編曲：土肥真生）
9. 滴答 我的季節（チクタク 私の旬）
（作詞：児玉雨子 作曲：星部ショウ 編曲：CMJK）
10. 迎向未來、並起跑吧!（未来へ、さあ走り出せ！）
（作詞：角田崇徳 作曲・編曲：KOJI oba）
11. 繼續下去的STORY（続いていくSTORY）
（作詞・作曲：近藤薫 編曲：近藤薫、HASSE）

### CD（Disc 3 -The Cover Juice-）
1. Magic of Love（J=J 2015Ver.）
（作詞、作曲：淳君 編曲：村山晋一郎）
2. 香水（J=J 2015Ver.）
（作詞、作曲：淳君 編曲：平田祥一郎）
3. 開始響起那愛的BELL（鳴り始めた恋のBELL）
（作詞、作曲：淳君 編曲：松井寛）
4. Scramble（スクランブル）
（作詞、作曲：淳君 編曲：鈴木Daichi秀行）
5. BABY! 愛的KNOCK OUT!（BABY! 恋に KNOCK OUT!）
（作詞、作曲：淳君 編曲：小西貴雄）
宮崎由加、金澤朋子、植村あかり主唱
6. Last Kiss（ラストキッス）
（作詞、作曲：淳君 編曲：小西貴雄）
高木紗友希、宮本佳林主唱

### DVD （初回限定盤A）
- Music Clip Collection

1. 浪漫的中途
2. 在我說之前 請抱緊我 (MEMORIAL EDIT)
3. 令女孩瘋狂的五月雨 (MEMORIAL EDIT)
4. 不要這麼刻薄 請抱緊我
5. 初體驗中
6. 赤裸的 赤裸的 赤裸的吻
7. 想要做這做那!
8. 黑蝴蝶
9. 被微風吹着
10. 逞強
11. 我的人生可沒有在裝模作樣
12. 精彩世界
13. 沒關係? 沒關係?

- Bonus Content

1. 浪漫的中途（Dance Shot Ver. II）
2. 浪漫的中途（Close-up Ver.）
3. 在我說之前 請抱緊我 (MEMORIAL EDIT)（Dance Shot Ver.）
4. 在我說之前 請抱緊我 (MEMORIAL EDIT)（Dance Shot Ver. II）
5. 令女孩瘋狂的五月雨 (MEMORIAL EDIT)（Close-up Ver.）
6. 令女孩瘋狂的五月雨 (MEMORIAL EDIT)（Dance Shot Ver. II）
7. 不要這麼刻薄 請抱緊我（KYAST Dance Shot Ver.）
8. 不要這麼刻薄 請抱緊我（KYAST Dance Shot Ver. II）
9. 初體驗中（Dance Shot Ver. II）
10. 赤裸的 赤裸的 赤裸的吻（Dance Shot Ver. II）
11. 想要做這做那!（Dance Shot Ver. II）
12. 黑蝴蝶（Close-up Ver.）
13. 被微風吹着（Close-up Ver.）
14. 逞強（Dance Shot Ver. II）
15. 我的人生可沒有在裝模作樣（Close-up Ver.）
16. 精彩世界（Close-up Ver.）
17. 沒關係? 沒關係?（Close-up Ver.）

### DVD （初回限定盤B）
- Juice=Juice First Live Tour 2014-2015 News=News ～我們將展示給全國各地！～

1. 入場
2. 演唱會開始前的感言
3. Opening
4. 我的人生可沒有在裝模作樣
5. MC 1
6. 逞強
7. 不要這麼刻薄 請抱緊我
8. 赤裸的 赤裸的 赤裸的吻
9. MC 2
10. 精彩世界
11. 黑蝴蝶
12. 初體驗中
13. MC 3
14. SHALL WE LOVE?
15. 香水
16. 被微風吹着
17. MC 4
18. 沒關係? 沒關係?
19. 在黃色的天空中BOOM BOOM BOOM
20. 攀登到天空去!
21. Magic of Love
22. MC 5
23. 想要做這做那!
24. 令女孩瘋狂的五月雨
25. MC 6
26. 浪漫的中途
27. 被選中的我們 【ENCORE】
28. Inspiration! 【ENCORE】
29. 開始響起那愛的BELL 【ENCORE】
30. MC 7 【ENCORE】
31. 在我說之前 請抱緊我 【ENCORE】
32. 感言 【ENCORE】

## 外部連結
- Juice=Juice官方網站（页面存档备份，存于）（日語）